# Bryan Mantia
Bryan “Brain” Mantia (* 1964 Cupertino, Kalifornie) je americký bubeník. Hrál se skupinou Primus, Tomem Waitsem, nebo Bucketheadem. Mantia si postupem času získal v hudebním světě slušnou reputaci, která vedla až k nabídce ze strany Axla Rose na místo v Guns N' Roses. Mantia s nimi vystoupil několikrát v letech 2001, například při festivalu Rock in Rio III a 2002, například při MTV Video Music Awards, zatímco neustále pokračovaly práce na už konečně vydaném albu Chinese Democracy.

## Diskografie

### S Primus
- Brown Album - 1997
- Rhinoplasty - 1998
- Antipop - 1999

### S Bucketheadem
- Colma - 1998
- Monsters and Robots - 1999
- The Cuckoo Clocks of Hell - 2004

### S Giant Robot
- Giant Robot NTT - 1996 (NTT Records)

### S Colonel Claypool's Bucket of Bernie Brains
- The Big Eyeball in the Sky - 2004

### S Guns N' Roses
- Rock in Rio III (bootleg) - 2001
- Chinese Democracy - 2008